# Font del Cumó
La Font del Cumó és una font de l'antic terme d'Hortoneda de la Conca, pertanyent a l'actual municipi de Conca de Dalt, al Pallars Jussà. És en territori de l'antiga caseria de bordes de Segan.
Està situada a 1.734 m d'altitud, a la part nord-est del municipi, al vessant occidental de la Serra del Boumort. És just al costat nord del Bony del Cumó, a l'extrem nord-oriental del Serrat de l'Era del Cumó i a migdia i al damunt de l'Obaga de Sacoberta.